# Himiko
Himiko (japanisch 卑彌呼/卑弥呼 * ca. 170; † 248) ist die erste namentlich bekannte Herrscherin über das Reich Yamatai.

## Leben
Himiko ist die erste als Königin bezeichnete Herrscherin in Japan. Sie wurde wahrscheinlich nach Ende eines 70–80 Jahre währenden Krieges unter einigen kuni (国) – kleinen Gemeinschaften von etwa 20–30 km Ausdehnung – von deren Stammesführern als Oberhaupt gewählt, um den Frieden untereinander zu wahren. Mit Yamatai an der Spitze regierte sie über 32 kuni, ein Gebiet von aus heutiger Sicht grob geschätzten 600 km².
Himiko nahm Kontakt mit der Wei-Dynastie von China auf, um Handelsbeziehungen aufzubauen und vor allem um von dem reichhaltigen Wissen der Chinesen der damaligen Zeit zu profitieren. Auf diesem Weg wollte sie Japan aus dem Status der Rückständigkeit lösen. 238 schickte sie eine Gesandtschaft mit Tributen nach China und wurde mit einer Anerkennung ihrer Herrschaftsstellung in Japan belohnt. Außerdem erhielt sie angeblich 100 Bronzespiegel. Erst 4 Spiegel, die von Aussehen und Verarbeitung der chinesischen Herstellungsart dieser Zeit entsprechen, wurden bis heute gefunden.
Die Königin lebte, wie es im Wei Zhi geschrieben steht, zurückgezogen von der Öffentlichkeit in einer Residenz, geschützt mit Wachtürmen. Bewacht wurde sie von 100 männlichen Wachen, und von 1000 ausschließlich weiblichen Dienerinnen wurde sie umsorgt. Sie blieb unverheiratet. Die einzige männliche Ausnahme in ihrem Hofstaat war ihr Bruder, der ihr unter anderem als Sprachrohr zum Volk diente. Nach ihrem Tod wurde sie angeblich mit 100 Sklaven in einem großen Grabhügel begraben.
Nach politischen Unruhen (es war ein Wahlkönigtum) wurde eine Verwandte von ihr an die Macht gebracht, ein 13-jähriges Mädchen namens Toyo (臺與/台与, auch Iyo).

## Namensursprung
Das japanische Himiko soll dabei aus hime (姫, dt. „hochstehende Frau, Prinzessin“) – das selber von hi (日, dt. „Sonne“) und me (女, dt. „Frau“) abgeleitet wird – und den weiblichen Suffix ko (子, dt. „Kind“), hi und miko (Shamanin) oder hime und miko bestehen. Zudem wurde /h/ vermutlich im Protojapanischen als *[p] ausgesprochen.
Um die Aussprache ihres Namens zu imitieren, benutzten die Chinesen die Schriftzeichen 卑 – „gering, niedrig“, 彌 / 弥 – „füllen; voll“ und 呼 – „ausatmen; rufen“. Im modernen Chinesisch würden diese bēimíhū oder bìmíhū ausgesprochen. Die damalige chinesische Aussprache im 3. Jahrhundert ist umstritten und umfasst:
- pjiḙmjiḙχuo (Bernhard Karlgren, Alt-/Mittelchinesisch)
- pjiemjieχwo (Li Fanggui, Alt-/Mittelchinesisch)
- pjiumjieXxu (William H. Baxter, Alt-/Mittelchinesisch)
- pjimjiχɔ or pjiə̌mjiə̌χɔ (Edwin G. Pulleyblank, frühes Mittelchinesisch)
- piemiehɑ (Axel Schuessler, spätes Han-Chinesisch)

## Schamanismus
Faktum ist, dass die Chinesen im Wei Zhi Himiko als eine besondere Schamanin mit einer einzigartigen Praxis beschreiben, wobei aber erwähnt werden muss, dass keine anderen Praktiken des japanischen Schamanismus zur Zeit Himikos beschrieben werden. Man kennt weder die genaue Art der Praktiken, noch die genauen Hintergründe für die Praktiken. Himiko wird mehrfach als eine spirituelle Führerin beschrieben, die es versteht, ihr Volk zu „verzaubern“.

## Rezeption
Der Mythos der Sonnengöttin steht im Mittelpunkt des japanischen Avantgarde-Films Himiko von Masahiro Shinoda aus dem Jahr 1974.
Himiko und Yamatai sind Gegenstand des 2013 erschienenen Spiels Tomb Raider aus dem Hause Square Enix, sowie des 2018 erschienenen Filmes Tomb Raider. Himiko und die Spiegel werden ebenso in der Comiczeitschrift Mosaik in der 2. Japanserie behandelt.